# Sun Valley (Idaho)

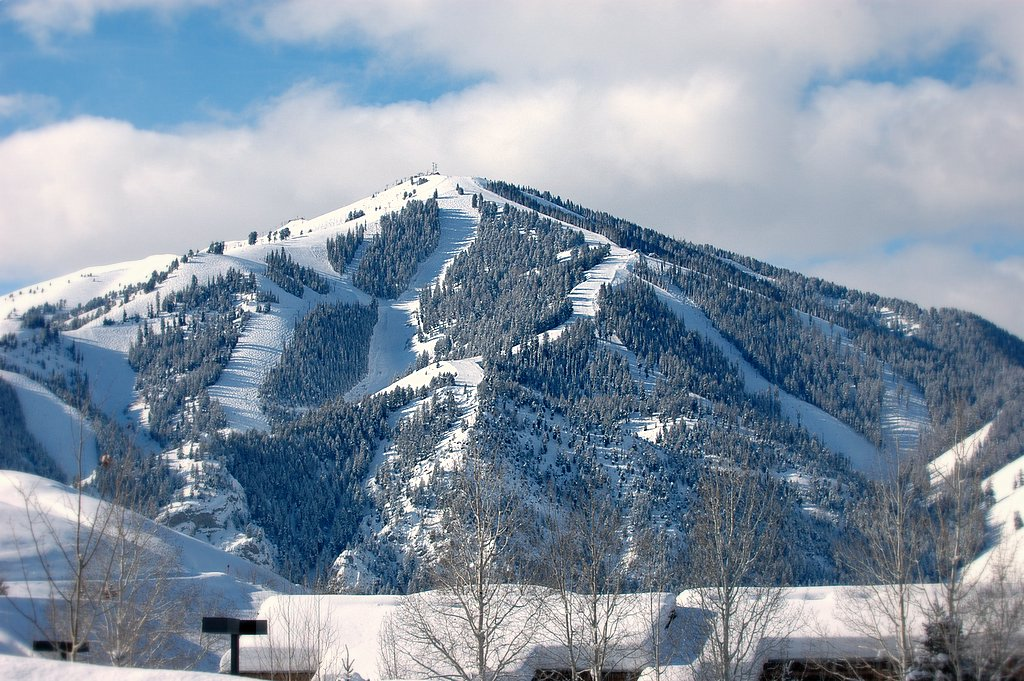
Bald Mountain, vista desde el lago Sun Valley.

Sun Valley es un centro turístico invernal estadounidense del condado de Blaine, en el estado de Idaho, con 1500 habitantes, adyacente a la ciudad de Ketchum.
Sus residentes provienen generalmente de Seattle, Los Ángeles, San Francisco, Chicago y Nueva York. La película Sun Valley Serenade (1941) está ambientada en esta localidad.
Se encuentra a 1804 metros sobre el nivel del mar, y entre los esquiadores, Bald Mountain, de 2789 m de altitud y con una pronunciada caída vertical constante de 1036 metros, está considerada una de las mejores montañas del mundo para la práctica del esquí. Fue la primera estación de esquí de EE. UU., contando además con el primer telesilla de la historia en 1936. 
Durante el verano se realizan otro tipo de actividades especialmente culturales, artes visuales y tiene lugar el Sun Valley Summer Music Festival con participación de renombrados solistas internacionales.
El área es exclusivo sitio de vacaciones de famosos, entre ellos Ernest Hemingway, Tom Hanks, Goldie Hawn, Demi Moore, Peter Cetera, Clint Eastwood, Bruce Willis, Ashton Kutcher, Richard Dreyfuss, Steve Wynn, Mohamed Al-Fayed, John Lewis y John Kerry.